# ノジマステラ神奈川相模原
ノジマステラ神奈川相模原（ノジマステラかながわさがみはら、英語: Nojima Stella Kanagawa Sagamihara）は、神奈川県相模原市、座間市、綾瀬市、海老名市をホームタウンとする、日本女子プロサッカーリーグ所属の女子サッカークラブである。

## 概要
相模原市に本店を置く（本社は横浜市）家電量販店のノジマが2012年に「ノジマステラ神奈川」として設立したクラブである。当時は神奈川県全域をホームタウンとしていた。創設時にはノジマが全額を拠出し、選手はプロ契約選手を除きノジマの社員として社業と並行してサッカー選手としての活動を行うなど、女子サッカー界では数少ない実業団チームではあるが、クラブチームと同様にテレビ神奈川やエポスカードなど他社のスポンサードも受けている。監督兼GMには元TEPCOマリーゼ監督の菅野将晃を招聘し、コーチには同じくマリーゼ出身の三壁雄介とAC長野パルセイロ・レディース前監督の椚陽介が就任した。なお、愛称である「ステラ（イタリア語で星）」は家電量販店ノジマのスローガン「デジタル一番星」にちなみ、監督の菅野が名付けた。
ノジマステラは純然たる新規クラブとして設立されたため、通常であれば日本女子サッカーリーグ加入には都道府県リーグの最下位ディヴィジョン（神奈川県の場合は3部）から昇格を繰り返す必要があったが、2012年のレギュレーションでは、オープントーナメントである皇后杯全日本女子サッカー選手権大会本大会出場権獲得の場合は、都道府県リーグ所属でも地域リーグを経ずに直接チャレンジリーグ（当時は日本女子サッカーリーグ2部相当）への参入戦へ出場できることから、設立3年目でのなでしこリーグ（日本女子サッカーリーグ1部）入りを目指すとした。
2014年2月、チームの運営法人を、ノジマ本体から子会社の「株式会社ノジマステラスポーツクラブ」に移管した。また、相模原市及び地域との連携強化のためクラブ名を「ノジマステラ神奈川相模原」と改め、ホームタウンとした。この連携強化に伴い、2014年3月7日に相模原市より「相模原市ホームタウンチーム」に認定された。ノジマ相模原ライズ・三菱重工相模原ダイナボアーズ・SC相模原に続き4チーム目の認定となった。以降、長らく相模原市のみをホームタウンとして活動していたが、2022年11月に座間市と綾瀬市をホームタウンに追加した。
2020年10月15日、2021年から発足する日本女子プロサッカーリーグへの参入が承認された。

## 沿革

### 2012年（神奈川県リーグ3部）
創設初年度である2012年、伊賀FCくノ一からの移籍2名、ジェフユナイテッド千葉レディースからの移籍1名を含む16人の選手で発足した。神奈川県女子サッカーリーグ3部に参戦、対戦した全試合で5得点以上かつ無失点での勝利と他チームを圧倒して優勝する。
一方、昇格へ向けては皇后杯に参加、10月8日に関東大会準決勝で勝利して皇后杯本大会への出場権とチャレンジリーグ入替戦予選大会への出場権を獲得した。チャレンジリーグ入替戦予選大会では、組み合わせ抽選で唯一2連勝が必要となるものの、NGU名古屋FCレディース（東海）とノルディーア北海道（北海道）を破り、チャレンジリーグ昇格を決めた。なお、皇后杯本大会では3回戦まで進んだが、なでしこリーグの岡山湯郷Belleに敗れた。

### 2013年 - 2014年（チャレンジリーグ）
2013年
新戦力として、GK小林詩織、FW金城愛理が加入した。開幕戦でASエルフェン狭山を下すと第1クールは6勝1分の快進撃を続けた。そのASエルフェン狭山には第8節でリーグ戦初黒星を喫したものの、10勝2敗2分の成績でAブロックとの対戦を終えた。後期も2連勝でスタートしたが、第17節バニーズ京都SC戦で引き分けると、第19節・第20節で優勝争いをしていた常盤木学園高校・スフィーダ世田谷FCに連敗したことが響き、最終順位は14勝4敗3分で常盤木学園高校・ASエルフェン狭山・スフィーダ世田谷FCに次ぐ4位に終わった。
皇后杯には関東予選を優勝して2年連続出場を果たしたが、初戦で日ノ本学園高校に敗れた。
シーズン終了後、MF山根ひかり、MF片岡沙希が現役を退いた（山根は社業専念、片岡は翌年南葛SC WINGSで現役復帰）。
2014年
新戦力として、DF瀬戸口菜、MF大宮玲央奈、FW南野亜里沙が加入した。開幕戦では南野のハットトリックでセレッソ大阪堺レディースに勝利したものの、その後ホームで3連敗を喫するなど第1クールは4勝3敗と大きく出遅れた。交流戦となった第2クールを8戦全勝で乗り切り一時は自力優勝も復活したが、第21節アンジュヴィオレ広島戦に敗戦、最終節スペランツァFC大阪高槻戦に引き分けたことで、最終順位は16勝4敗2分の3位に終わった。リーグ表彰では南野亜里沙が新人賞を受賞した。
皇后杯には予選免除で本戦に出場、初戦で作陽高校を、2回戦で大商学園高校を下したが、3回戦で浦和レッズレディースに敗れた。
シーズン終了後、GK南条真沙代が現役を退き、FW金城愛理とFW齋藤春菜が南葛SC WINGSへ、MF西村温美が大和シルフィードに移籍した。

### 2015年 - 2016年（なでしこリーグ2部）
2015年
新戦力として、DF石田みなみ、DF小林海青、DF平野優花、MF川島はるな、MF田中陽子、FW權野貴子、FW工藤麻未、シーズン途中にGKリチャード・ジェネヴィーヴの8名が加入した。リーグ戦は終始優勝争いを繰り広げたものの、優勝したAC長野パルセイロ・レディースに大差で3連敗したことが響き、21勝5敗1分の2位で1部2部入替戦へと回った。入替戦は1部9位のスペランツァFC大阪高槻と対戦、結果は2試合合計で2 - 2だったもののアウェーゴールの差で1部昇格を逃した。リーグ表彰ではFW權野貴子が新人賞を、チームがフェアプレー賞を受賞した。
皇后杯は本戦2回戦から出場、3回戦でアルビレックス新潟レディースに延長戦で敗れた。
第3クールを前にMF大宮玲央奈がAC長野パルセイロ・レディースへ移籍、シーズン終了後、DF後藤麻衣香、DF瀬戸口菜とDF吉田彩香が引退、GK小林詩織が大和シルフィードへ、FW金井奈苗が愛媛FCレディースへ、FW古市美里がフットサルのBallena Blanca城北レディースへ移籍した。
2016年
新戦力として、GK田尻有美、DF和田奈央子、MF高木ひかり、MF正野可菜子、MF甲斐そらみ、FWミッシェル・パオの6人を獲得した。チームは開幕から安定した守備力で勝点を積み上げ、リーグ中断まで首位を快走した。リーグ戦中断中に2部で初めて実施されたなでしこリーグカップも予選リーグを無敗で首位通過したが、準決勝でASハリマアルビオンにPK戦で敗退した。リーグ再開後も好調を維持、第17節セレッソ大阪堺レディース戦は引き分けたものの、2位のASエルフェン埼玉も引き分けに終わったため、なでしこリーグ2部優勝と2017年シーズンからのなでしこリーグ1部昇格が決まった。最終的には14勝4分と無敗での優勝となった。リーグ表彰ではMF高木ひかりが新人賞、FW南野亜里沙とFWミッシェル・パオが11得点で得点王、MF尾山沙希が2部MVPとなった。また、2部所属ながらMF高木ひかりがなでしこジャパンに、FWミッシェル・パオが台湾女子代表に選出され、それぞれ公式戦出場も果たしている。
皇后杯は本戦2回戦から出場、3回戦で岡山湯郷Belle戦でなでしこリーグ1部クラブから初めて公式戦で勝利したが、準々決勝でベガルタ仙台レディースに敗れた。
シーズン終了後、DF坂本珠梨が引退、DF寺田玲子とFW河原﨑希が古巣である静岡産業大学磐田ボニータへ移籍した。

### 2017年 - 2020年（なでしこリーグ1部）
2017年
新戦力として、DF臼井理恵、DF國武愛美、DF池上菜央、FW北方沙映の4名を獲得した他、MF田中里穂がドゥーエから初のトップ昇格者となった。また、昨年結婚したMF井上友利恵が登録名を是川友利恵に変更、副キャプテンにDF石田みなみ、MF吉見夏稀が就任した。第2節でAC長野パルセイロ・レディースを3-2で下し、なでしこリーグ1部での初勝利を記録、サマーブレイク突入の段階で3勝4分3敗、また、なでしこリーグカップでも予選上位を維持していたが、他チームの研究が進んだことやとGKリチャード・ジェネヴィーヴのフランス1部・オリンピック・マルセイユ移籍の影響で中断明けは僅か1勝と不振に陥った。最終的にカップ戦は予選リーグ4位で敗退し、リーグ戦は3勝5分10敗の勝点14で9位のちふれASエルフェン埼玉と勝点で並ばれたものの得失点差で上回り、8位で1部残留となった。
皇后杯では本選2回戦から出場、NGUラブリッジ名古屋、ちふれASエルフェン埼玉、早稲田大学、ジェフユナイテッド千葉レディースを破り、決勝では日テレ・ベレーザに0 - 3で敗れたが準優勝となった。
シーズン中には先述のリチャード・ジェネヴィーヴの移籍の他、ドゥーエ所属のFW廣澤真穂が2種登録され、MF正野可菜子がニッパツ横浜FCシーガルズに期限付き移籍した。またシーズン終了後、MF尾山沙希、DF長澤まどか、MF是川友利恵、FWミッシェル・パオが引退（パオは翌年台湾1部・台中藍鯨女子足球隊で現役復帰）、FW權野貴子がオルカ鴨川FCへ、MF甲斐そらみが群馬FCホワイトスターへ移籍した。
2018年
創成期を支えた選手・スタッフが大きく入れ替わったこともあり、スローガンとして「変革」を掲げた。新戦力として、MF松原有沙、MF田中萌、GK久野吹雪、FW大野忍を獲得した。2代目キャプテンにはクラブ創設時からの唯一の選手となったDF吉見夏稀が、副キャプテンにはDF石田みなみとDF小林海青が就任した。リーグ戦は開幕4試合を1勝1分2敗とスタートダッシュには失敗したものの、第5節ジェフユナイテッド千葉レディース戦から5連勝を記録、首位日テレ・ベレーザと勝点1差の3位でサマーブレイクに突入した。しかし中断明けは思うように勝点を積み上げることはできず優勝争いから脱落、この年優勝の日テレ・ベレーザに勝点15の大差をつけられ、9勝3分6敗の3位に終わった。
皇后杯では本選2回戦から出場、準々決勝でジェフユナイテッド千葉レディースに敗れた。
シーズン終了後、DF臼井理恵とMF高木ひかり、FW工藤麻未が引退（工藤は翌年FCふじざくらで現役復帰）、DF平野優花がドイツ2部・1.FCケルンへ、FW正野可菜子がオルカ鴨川FCへ移籍した。また、クラブ創設から7年に亘って指揮を執った菅野将晃がこの年を以てクラブを去り、FCふじざくらの監督に就任した。
2019年
新監督に、アカデミー総監督兼ドゥーエ監督を務めていた野田朱美が昇格した。新戦力として、GK森田有加里、DF櫻本尚子、DF大賀理紗子、DF鈴木綾華、DF大隅沙耶、MF中野真奈美、MF平田ひかり、FW佐々木美和、FW松田早和の9名を獲得した。リーグ戦は第2節ジェフユナイテッド千葉レディース戦から3連敗、その後も勝点を思うように積み上げられず6勝1分11敗の7位でフィニッシュ、3位に躍進した前年から大きく順位を落とした。
皇后杯では本選2回戦から出場、準々決勝でINAC神戸レオネッサに敗れた。
シーズン途中に、MF田中陽子がスペイン1部・スポルティング・クルブ・デ・ウエルバへ、MF田中里穂がFCふじざくら山梨へ移籍。シーズン終了後には、FW大野忍とFW池上菜央が引退、DF和田奈央子がオーストラリア・NPL NSW・マンリー・ユナイテッドFCへ、DF國武愛美がマイナビベガルタ仙台レディースへ移籍した。また監督の野田朱美も退任、群馬FCホワイトスターの監督兼GMに就任した。
2020年
新監督に北野誠を招聘した。新戦力として、DF工藤真子、DF福住青空、MF石田千尋を獲得した。リーグ戦は開幕2連敗でスタート、その後は持ち直し前半戦を6位で終えるが、後半戦は第13節日テレ・東京ヴェルディベレーザ戦以外では白星を挙げられないなど成績が低迷、総合で4勝3分11敗の8位でシーズンを終えた。
10月15日、2021年から発足する日本女子プロサッカーリーグへの加入が承認された。
皇后杯では本選2回戦から出場、準々決勝で日テレ・東京ヴェルディベレーザに敗れた。
シーズン終了後、GK森田有加里、DF大隅沙耶が引退、DF櫻本尚子とMF田中萌が韓国1部・水原FCウィミンへ、MF中野真奈美がスペランツァ大阪へ、MF川島はるながサンフレッチェ広島レジーナへ、FW南野亜里沙が千葉Lへ、FW松田早和がアンジュヴィオレ広島へ移籍した。

### 2021年 - 現在（WEリーグ）
2021-22シーズン
新戦力として、GK池尻凪沙、GK根本望央、DF畑中美友香、DF井上陽菜、DF伊藤珠梨、DF出耒村亜美、MF下山莉子、MF脇阪麗奈、FW野島咲良、FW松本茉奈加、FW牛久保鈴子、FWケーニヒ・シンディ、FWサンデイ・ロペス、FW齋藤花菜の14名を、シーズン途中にはMF杉田亜未が加入、ドゥーエ所属でこのシーズンから育成組織TOP可選手に登録されていたMF中山未咲とMF西郡茉優が昇格した。リーグ戦は年間を通じて低空飛行を続ける。勝点3を挙げたのは、第5節EL埼玉戦と第16節新潟L戦のみにとどまり、2勝7分11敗の10位でシーズンを終えた。
皇后杯では本選4回戦から出場となったが、初戦でセレッソ大阪堺レディースに敗れた。
シーズン終了後、DF鈴木綾華が引退、MF脇阪麗奈がI神戸へ、FWケーニヒ・シンディがドイツ2部・SCザントへ移籍、GK根本望央とサンデイ・ロペスが退団、MF中山未咲が大和シルフィードへ期限付き移籍した。また監督の北野誠も退任、マッチャモーレ京都山城のアドバイザーに就任した。
2022-23シーズン
新監督に菅野将晃が4年ぶりに復帰。新戦力として、DF平野優花、MF藤原加奈、FW浜田遥、FW南野亜里沙を獲得、シーズン途中にはFW浜田芽来が加入、ドゥーエ所属でこのシーズンから育成組織TOP可選手に登録されていたFW笹井一愛が昇格した。リーグ戦は前半戦を4勝1分5敗の7位で折り返すも、後半戦は第13節AC長野戦以外で勝利を挙げられず、第14節EL埼玉戦からは5連敗を喫するなど成績が低迷、総合で5勝4分11敗の9位でシーズンを終えた。
皇后杯では本選4回戦から出場、準々決勝でEL埼玉に敗れた。
シーズン途中に、FW牛久保鈴子が引退、MF北方沙映が大和Sへ期限付き移籍（シーズン終了後完全移籍に移行）、FW佐々木美和がオーストラリア・NPLビクトリア・ベイサイド・ユナイテッドFCへ、FW野島咲良がオーストラリア・NPL NSW・イラワラ・スティングレイズWFCへ移籍した。シーズン終了後、DF石田みなみとMF松原有沙が引退、DF畑中美友香とFW浜田遥がスペ大阪へ、DF小林海青がイタリア1部・SSDナポリ・フェンミニーレへ移籍、DF福住青空がオルカ鴨川FCへ、FW松本茉奈加がS広島Rへ、MF石田千尋とMF杉田亜未が新潟Lへ、FW齋藤花菜がディオッサ出雲F.C.へ、DF工藤真子とDF出耒村亜美が退団した。

## 下部組織
ノジマステラ神奈川相模原ドゥーエ
U-18のチーム。2023年は関東女子U-18サッカーリーグ（プリンセスリーグ）2部に所属。監督は坂元要介（アカデミーダイレクター兼任）。
2012年12月セレクションを行い2013年「ノジマステラ神奈川U-15」として活動開始。2014年4月1日に現在の名称に変更し、U-18のチームとなる。
2013年 神奈川県3部リーグ優勝
2014年 神奈川県2部リーグ優勝、関東女子U-18サッカーリーグ7位
2015年 神奈川県1部リーグ5位、関東女子U-18サッカーリーグ5位、第14回神奈川県女子ユースサッカー選手権大会3位
2016年 神奈川県1部リーグ4位、関東女子U-18サッカーリーグ6位、第38回神奈川県女子サッカー選手権（皇后杯神奈川県予選）3位、第15回神奈川県女子ユースサッカー選手権大会優勝、第20回関東女子ユースサッカー選手権大会6位
2017年 神奈川県1部リーグ5位、関東女子U-18サッカーリーグ7位、第16回神奈川県女子ユースサッカー選手権大会優勝
ノジマステラ神奈川相模原アヴェニーレ
U-15のチーム。2023年はJFA U-15女子サッカーリーグ関東1部に所属。監督は松原有沙。
2014年4月1日に設立。
2014年 神奈川県リーグ3部優勝、相模原市リーグ優勝
2015年 U-15プレナスなでしこアカデミーカップ準優勝、神奈川県2部リーグ3位、神奈川県U-15リーグ1部優勝
2016年 第21回全日本女子ユース (U-15)サッカー選手権大会4位、関東女子U-15プレリーグ5位、神奈川県グループリーグ2位
2017年 第22回全日本女子ユース (U-15)サッカー選手権大会4位、U-15プレナスなでしこアカデミーカップ3位、関東女子U-15プレリーグ*位、神奈川県2部リーグ3位
ノジマステラ神奈川相模原アカデミースクール
U-12のスクール
2013年4月開校。現在はU-12、U-9、U-6が活動中。

## 年度別成績・歴代監督
| 年度                       | クラブ名                 | リーグ      | チーム数 | 試合数 | 勝点 | 勝 | 分 | 敗 | 得点 | 失点 | 得失差 | リーグ順位 | リーグ杯 | 皇后杯    | 監督                         |
| 都道府県リーグ             |                          |             |          |        |      |    |    |    |      |      |        |            |          |           |                              |
| 2012                       | ノジマステラ神奈川       | 神奈川県3部 | 8        | 7      | 18   | 6  | 1  | 0  | 92   | 0    | 92     | 優勝       | -        | 3回戦敗退 | 菅野将晃                     |
| 日本女子サッカーリーグ     |                          |             |          |        |      |    |    |    |      |      |        |            |          |           |                              |
| 2013                       | ノジマステラ神奈川       | チャレンジ  | 16       | 22     | 48   | 15 | 3  | 4  | 81   | 23   | 58     | 4位        | -        | 1回戦敗退 | 菅野将晃                     |
| 2014                       | ノジマステラ神奈川相模原 | チャレンジ  | 16       | 22     | 50   | 16 | 2  | 4  | 54   | 26   | 28     | 3位        | -        | 3回戦敗退 | 菅野将晃                     |
| 2015                       | ノジマステラ神奈川相模原 | なでしこ2部 | 10       | 27     | 64   | 21 | 1  | 5  | 91   | 33   | 58     | 2位        | -        | 3回戦敗退 | 菅野将晃                     |
| 2016                       | ノジマステラ神奈川相模原 | なでしこ2部 | 10       | 18     | 46   | 14 | 4  | 0  | 47   | 6    | 41     | 優勝       | ベスト4  | ベスト8   | 菅野将晃                     |
| 2017                       | ノジマステラ神奈川相模原 | なでしこ1部 | 10       | 18     | 14   | 3  | 5  | 10 | 17   | 32   | -15    | 8位        | GL敗退   | 準優勝    | 菅野将晃                     |
| 2018                       | ノジマステラ神奈川相模原 | なでしこ1部 | 10       | 18     | 30   | 9  | 3  | 6  | 29   | 24   | 5      | 3位        | GL敗退   | ベスト8   | 菅野将晃                     |
| 2019                       | ノジマステラ神奈川相模原 | なでしこ1部 | 10       | 18     | 19   | 6  | 1  | 11 | 15   | 29   | -14    | 7位        | ベスト4  | ベスト8   | 野田朱美                     |
| 2020                       | ノジマステラ神奈川相模原 | なでしこ1部 | 10       | 18     | 15   | 4  | 3  | 11 | 18   | 30   | -12    | 8位        | （中止） | ベスト8   | 北野誠                       |
| 日本女子プロサッカーリーグ |                          |             |          |        |      |    |    |    |      |      |        |            |          |           |                              |
| 2021-22                    | ノジマステラ神奈川相模原 | WE          | 11       | 20     | 13   | 2  | 7  | 11 | 13   | 31   | -18    | 10位       | -        | 4回戦敗退 | 北野誠                       |
| 2022-23                    | ノジマステラ神奈川相模原 | WE          | 11       | 20     | 19   | 5  | 4  | 11 | 17   | 32   | -15    | 9位        | GS敗退   | ベスト8   | 菅野将晃                     |
| 2023-24                    | ノジマステラ神奈川相模原 | WE          | 12       | 22     | 13   | 3  | 4  | 15 | 16   | 41   | -25    | 12位       | GS敗退   | 5回戦敗退 | 菅野将晃→ 小笠原唯志（代行） |
| 2024-25                    | ノジマステラ神奈川相模原 | WE          | 12       | 22     | 18   | 4  | 6  | 12 | 27   | 39   | -12    | 10位       | GS敗退   | ベスト8   | 小笠原唯志                   |
| 2025/26                    | ノジマステラ神奈川相模原 | WE          | 12       | 22     |      |    |    |    |      |      |        |            |          |           | 小笠原唯志                   |

1. ↑  FCすすき野レディース戦の日程があわず没収試合（0対0の引分扱い）となった。さらに勝点を1剥奪されている。

## スタジアム
チャレンジリーグ時代には、2013年に完成した「ノジマフットボールパーク（略称：NFP）」をメインスタジアム兼練習場としていた。当所は相模原市南区新戸の昭和コンクリート工業相模工場の跡地をノジマが整備したもので、仮設スタンド付き人工芝グラウンド1面、人工芝フットサルコート1面を有する施設であり、アメリカンフットボール・Xリーグのノジマ相模原ライズと共用している。現在は練習もNFPで行っている。
WEリーグ加盟以降は、相模原ギオンスタジアムがホームスタジアムに登録されており、基本的にホームゲームで使用されている。

## シーズン別入場者数
- スタジアム欄の太字はホームスタジアムに登録されている競技場。
- 入場者数の太字は、所属リーグ毎の歴代最多。
- 入場者数の斜字は、所属リーグ毎の歴代最少。
- 試合数および入場者数データはリーグ戦のみ。

| シーズン | 所属        | 合計 入場者数 |        | 最多入場者数 | 最多入場者数 | 最多入場者数 |          | 最少入場者数 | 最少入場者数 | 最少入場者数 |                                             | 平均 入場者数            | 試合数 | ホームゲーム 開催スタジアム | ホームゲーム 開催スタジアム |
| シーズン | 所属        | 合計 入場者数 | 動員数 | 相手         | 会場         | 動員数       | 相手     | 会場         | リーグ戦     | カップ戦     |                                             | 平均 入場者数            | 試合数 |                             |                             |
| 2013     | チャレンジ  | 3,773         |        | 501          | 日体大       | 麻溝         |          | 164          | 愛媛L        | NFP          |                                             | 343                      | 11     | NFP(9)、麻溝(2)             | (開催無し)                  |
| 2014     | チャレンジ  | 4,213         | 537    | A広島        | NFP          | 253          | 日体大   | BMWス        | 383          | 11           | NFP(5)、ギオンス(3)、 三増陸上(2)、BMWス(1) |                          |        |                             | (開催無し)                  |
| 2015     | なでしこ2部 | 10,535        | 948    | 愛媛L        | 大和         | 421          | 吉備国大 | 荻野         | 753          | 14           | ギオンス(11)、荻野(1)、 大和(1)、町田(1)    |                          |        |                             | (開催無し)                  |
| 2016     | なでしこ2部 | 9,869         | 1,812  | ちふれ       | ギオンス     | 523          | 日体大F  | 保土ケ谷     | 1,097        | 9            | ギオンス(7)、保土ケ谷(2)                    | ギオンス(4)              |        |                             |                             |
| 2017     | なでしこ1部 | 9,474         | 1,604  | I神戸        | ギオンス     | 421          | マイナビ | ニッパツ     | 1,053        | 9            | ギオンス(7)、ニッパツ(1)、 BMWス(1)         | ギオンス(4)              |        |                             |                             |
| 2018     | なでしこ1部 | 11,586        | 1,828  | 千葉L        | ギオンス     | 838          | AC長野   | ギオンス     | 1,287        | 9            | ギオンス(9)                                 | ギオンス(3)、いわきGF(1) |        |                             |                             |
| 2019     | なでしこ1部 | 8,344         | 1,433  | マイナビ     | ギオンス     | 487          | 新潟L    | ギオンス     | 927          | 9            | ギオンス(9)                                 | ギオンス(4)、大和(1)     |        |                             |                             |
| 2020     | なでしこ1部 | 3,302         | 576    | 伊賀FC       | ギオンス     | 0            | 千葉L    | ギオンス     | 367          | 9            | ギオンス(7)、BMWス(1)、 保土ケ谷(1)         | (開催中止)               |        |                             |                             |
|          |             |               |        |              |              |              |          |              |              |              |                                             |                          |        |                             |                             |
| 2021-22  | WE          | 9,555         |        | 1,900        | AC長野       | ギオンス     |          | 446          | 新潟L        | ギオンス     |                                             | 956                      | 10     | ギオンス(10)                | (開催無し)                  |
| 2022-23  | WE          | 9,232         | 1,451  | 大宮V        | 605          | ギオンス     | 千葉L    | 923          | 10           | ギオンス     | ギオンス(8)、レモンS(1)、 ニッパツ(1)       | ギオンス(2)              |        |                             |                             |
| 2023-24  | WE          | 9,954         | 1,271  | 東京NB       | 621          | ギオンス     | AC長野   | 905          | 11           | ギオンス     | ギオンス(10)、レモンS(1)                    | ギオンス(3)              |        |                             |                             |
| 2024-25  | WE          | 10,082        | 1,402  | 大宮V        | 582          | ギオンス     | S広島R   | 917          | 11           | ギオンス     | ギオンス(11)                                | ギオンス(2)              |        |                             |                             |

1. ↑  リモートマッチ

## 在籍選手・スタッフ
2025/26シーズン

### スタッフ
| 役職                         | 氏名       | 生年月日 (年齢)        | 前職                                                              | 在職年   | 備考                                                         |
| 監督                         | 小笠原唯志 | 1969年9月12日（55歳）  | AC長野パルセイロ アカデミーダイレクター兼レディースチーム強化担当 | 2024年 - | 2023年はテクニカルダイレクター 2024年2月 - 同年5月は監督代行 |
| ヘッドコーチ兼分析           | 櫻林亜佐子 | 1991年10月22日（33歳） | ジェフユナイテッド市原・千葉レディース テクニカルコーチ           | 2024年 - |                                                              |
| コーチ                       | 緑川浩平   | 1994年11月25日（30歳） | ノジマステラ神奈川相模原ドゥーエ 監督                             | 2024年 - |                                                              |
| GKコーチ                     | 高橋拓輝   | 2003年2月22日（22歳）  | 国士舘大学サッカー部 選手                                         | 2025年 - |                                                              |
| ヘッドトレーナー             | 熊谷一郎   | 1980年11月17日（44歳） | マイナビ仙台レディース トレーナー                                 | 2022年 - |                                                              |
| トレーナー兼フィジカルコーチ | 中島彩香   | 1991年10月24日（33歳） | スペランツァ大阪 トレーナー                                       | 2025年 - | 新任                                                         |

### 選手
| Pos | No. | 選手名               | 生年月日 (年齢)        | 前所属                                 | 在籍年                   | 備考                                   |
| GK  | 1   | 岩崎有波             | 2006年3月13日（19歳）  | ノジマステラ神奈川相模原ドゥーエ       | 2024年 -                 | 副キャプテン 下部組織出身              |
| GK  | 16  | 池尻凪沙             | 1996年12月19日（28歳） | マイナビベガルタ仙台レディース         | 2021年 -                 |                                        |
| GK  | 21  | 風間優華             | 1999年5月27日（26歳）  | 伊賀FCくノ一三重                       | 2025年 -                 | 新加入                                 |
| GK  | 31  | 池田桃花             | 2009年3月3日（16歳）   | ノジマステラ神奈川相模原アヴェニーレ   |                          | 育成組織TOP可選手                      |
|     |     |                      |                        |                                        |                          |                                        |
| DF  | 2   | 小野奈菜             | 1999年5月1日（26歳）   | ニッパツ横浜FCシーガルズ               | 2023年 -                 | 茅ヶ崎市出身                           |
| DF  | 3   | 長嶋洸               | 1993年12月2日（31歳）  | 大宮アルディージャVENTUS               | 2024年 -                 |                                        |
| DF  | 5   | 大賀理紗子           | 1997年1月4日（28歳）   | 日体大FIELDS横浜                       | 2019年 -                 | 横浜市出身                             |
| DF  | 14  | 南里杏               | 2001年11月6日（23歳）  | 十文字学園女子大学                     | 2024年 -                 |                                        |
| DF  | 28  | 加藤真実             | 2006年6月4日（19歳）   | 佐久長聖高校                           | 2025年 -                 |                                        |
| DF  | 32  | 清水和楽             | 2009年2月21日（16歳）  | ノジマステラ神奈川相模原アヴェニーレ   |                          | 育成組織TOP可選手                      |
|     |     |                      |                        |                                        |                          |                                        |
| MF  | 4   | 伊東珠梨             | 2002年10月2日（22歳）  | 大商学園高校                           | 2021年 -                 |                                        |
| MF  | 6   | パオラ・ソルデヴィラ | 1996年12月7日（28歳）  | INAC神戸レオネッサ                     | 2025年 -                 | 新加入 カタルーニャ女子代表            |
| MF  | 7   | 平田ひかり           | 1995年5月25日（30歳）  | 日体大FIELDS横浜                       | 2019年 -                 | 副キャプテン                           |
| MF  | 8   | 岸川奈津希           | 1991年4月26日（34歳）  | ジェフユナイテッド市原・千葉レディース | 2025年 -                 | 新加入 横浜市出身                      |
| MF  | 17  | 川島はるな           | 1993年4月12日（32歳）  | サンフレッチェ広島レジーナ             | 2016年 - 2020年 2023年 - | キャプテン                             |
| MF  | 19  | 築地育               | 2002年11月13日（22歳） | 早稲田大学ア式蹴球部女子               | 2025年 -                 |                                        |
| MF  | 22  | 白井ひめ乃           | 2000年5月25日（25歳）  | アルビレックス新潟レディース           | 2025年 -                 | 新加入                                 |
| MF  | 23  | 三谷碧葉             | 2004年2月19日（21歳）  | 飛鳥高校                               |                          | 特別指定選手（十文字学園女子大学所属） |
| MF  | 25  | 木竜有姫             | 2006年3月12日（19歳）  | ノジマステラ神奈川相模原ドゥーエ       | 2024年 -                 | 下部組織出身                           |
| MF  | 26  | 笹井優愛             | 2006年11月25日（18歳） | ノジマステラ神奈川相模原ドゥーエ       | 2025年 -                 | 下部組織出身、横浜市出身               |
| MF  | 29  | 祐村ひかる           | 1997年10月18日（27歳） | ちふれASエルフェン埼玉                 | 2025年 -                 | 新加入                                 |
|     |     |                      |                        |                                        |                          |                                        |
| FW  | 9   | 笹井一愛             | 2004年10月12日（20歳） | ノジマステラ神奈川相模原ドゥーエ       | 2023年 -                 | 下部組織出身、横浜市出身               |
| FW  | 11  | 大竹麻友             | 1997年1月30日（28歳）  | スフィーダ世田谷FC                     | 2024年 -                 | 副キャプテン                           |
| FW  | 15  | 根府桃子             | 2004年5月28日（21歳）  | 大和シルフィード                       | 2024年 -                 | 下部組織出身                           |
| FW  | 18  | 片山由菜             | 2002年8月27日（22歳）  | ニッパツ横浜FCシーガルズ               | 2024年 -                 | 川崎市出身                             |

### 加入内定選手
| Pos | 選手名   | 生年月日（年齢）      | 加入年 | 現在所属先         | 備考                       |
| MF  | 三谷碧葉 | 2004年2月19日（21歳） | 2026年 | 十文字学園女子大学 | 現在特別指定選手として在籍 |

### 期限付き移籍中の選手
| Pos | 選手名   | 生年月日（年齢）      | 在籍年 | 移籍先             | 移籍期間                      | 備考 |
| DF  | 高松芹羽 | 2006年5月11日（19歳） | なし   | ASハリマアルビオン | 2025年1月1日 - 2025年12月31日 |      |

## 背番号変遷

### 1-10
|         | 1                           | 2          | 3          | 4          | 5          | 6                    | 7          | 8          | 9          | 10         |
| 2025/26 | 岩崎有波                    | 小野奈菜   | 長嶋洸     | 伊東珠梨   | 大賀理紗子 | パオラ・ソルデヴィラ | 平田ひかり | 岸川奈津希 | 笹井一愛   | -          |
| 2024-25 | 久野吹雪                    | 小野奈菜   | 井上陽菜   | 伊東珠梨   | 大賀理紗子 | 下山莉子             | 平田ひかり | 西郡茉優   | 南野亜里沙 | 榊原琴乃   |
| 2023-24 | 久野吹雪                    | 平野優花   | 井上陽菜   | 伊東珠梨   | 大賀理紗子 | 下山莉子             | 平田ひかり | 西郡茉優   | 南野亜里沙 | -          |
| 2022-23 | 久野吹雪                    | 平野優花   | 石田みなみ | 畑中美友香 | 大賀理紗子 | 松原有沙             | 平田ひかり | 北方沙映   | 南野亜里沙 | 杉田亜未   |
| 2021-22 | 久野吹雪                    | 鈴木綾華   | 石田みなみ | 畑中美友香 | 大賀理紗子 | 松原有沙             | 平田ひかり | 北方沙映   | 杉田亜未   | 脇阪麗奈   |
| 2020    | 久野吹雪                    | -          | 石田みなみ | 櫻本尚子   | 大賀理紗子 | 松原有沙             | 川島はるな | -          | -          | 南野亜里沙 |
| 2019    | -                           | 和田奈央子 | 石田みなみ | 櫻本尚子   | 國武愛美   | 平野優花             | 川島はるな | 田中陽子   | 中野真奈美 | 南野亜里沙 |
| 2018    | 田尻有美                    | 和田奈央子 | 石田みなみ | 臼井理恵   | 國武愛美   | 平野優花             | 川島はるな | 田中陽子   | -          | 吉見夏稀   |
| 2017    | リチャード・ ジェネヴィーヴ | 和田奈央子 | 石田みなみ | 臼井理恵   | 國武愛美   | 平野優花             | 川島はるな | 田中陽子   | 尾山沙希   | 吉見夏稀   |
| 2016    | リチャード・ ジェネヴィーヴ | 和田奈央子 | 石田みなみ | 寺田玲子   | 坂本珠梨   | 平野優花             | 川島はるな | 田中陽子   | 尾山沙希   | 吉見夏稀   |
| 2015    | リチャード・ ジェネヴィーヴ | 吉見夏稀   | 後藤麻衣香 | 寺田玲子   | 吉田彩香   | 瀬戸口菜             | 石田みなみ | 坂本珠梨   | 尾山沙希   | 大宮玲央奈 |
| 2014    | 南条真沙代                  | 吉見夏稀   | 後藤麻衣香 | 寺田玲子   | 吉田彩香   | 瀬戸口菜             | 西村温美   | 坂本珠梨   | 尾山沙希   | 大宮玲央奈 |
| 2013    | 南条真沙代                  | 吉見夏稀   | 後藤麻衣香 | 寺田玲子   | 吉田彩香   | 片岡沙希             | 西村温美   | 坂本珠梨   | 尾山沙希   | 山根ひかり |
| 2012    | 南条真沙代                  | 吉見夏稀   | 後藤麻衣香 | 寺田玲子   | 吉田彩香   | 片岡沙希             | 西村温美   | 坂本珠梨   | 尾山沙希   | 山根ひかり |
|         | 1                           | 2          | 3          | 4          | 5          | 6                    | 7          | 8          | 9          | 10         |

### 11-20
|         | 11         | 12                    | 13       | 14       | 15         | 16         | 17         | 18         | 19         | 20         |
| 2025/26 | 大竹麻友   | サポーターズ ナンバー | -        | 南里杏   | 根府桃子   | 池尻凪沙   | 川島はるな | 片山由菜   | 築地育     | -          |
| 2024-25 | 浜田芽来   | サポーターズ ナンバー | 菅能夏海 | 南里杏   | 根府桃子   | 池尻凪沙   | 川島はるな | 片山由菜   | 笹井一愛   | 大竹麻友   |
| 2023-24 | 浜田芽来   | サポーターズ ナンバー | 菅能夏海 | 加藤栞   | 平國瑞希   | 池尻凪沙   | 川島はるな | 榊原琴乃   | 笹井一愛   | 小野奈菜   |
| 2022-23 | 佐々木美和 | サポーターズ ナンバー | 野島咲良 | 井上陽菜 | 工藤真子   | 池尻凪沙   | 小林海青   | 福住青空   | 石田千尋   | 松本茉奈加 |
| 2021-22 | 佐々木美和 | サポーターズ ナンバー | 野島咲良 | 井上陽菜 | 工藤真子   | 池尻凪沙   | 小林海青   | 福住青空   | 石田千尋   | 松本茉奈加 |
| 2020    | 佐々木美和 | サポーターズ ナンバー | 北方沙映 | 田中萌   | -          | -          | 小林海青   | 平田ひかり | 鈴木綾華   | 松田早和   |
| 2019    | 佐々木美和 | サポーターズ ナンバー | 北方沙映 | 田中萌   | 松原有沙   | 大賀理紗子 | 小林海青   | 平田ひかり | 鈴木綾華   | 松田早和   |
| 2018    | 南野亜里沙 | サポーターズ ナンバー | 北方沙映 | 田中萌   | 松原有沙   | -          | 小林海青   | 工藤麻未   | 高木ひかり | 正野可菜子 |
| 2017    | 南野亜里沙 | サポーターズ ナンバー | 北方沙映 | 權野貴子 | 長澤まどか | 是川友利恵 | 小林海青   | 工藤麻未   | 高木ひかり | 正野可菜子 |
| 2016    | 南野亜里沙 | サポーターズ ナンバー | 河原﨑希 | 權野貴子 | 長澤まどか | 井上友利恵 | 小林海青   | 工藤麻未   | 高木ひかり | 正野可菜子 |
| 2015    | 古市美里   | サポーターズ ナンバー | 河原﨑希 | 金井奈苗 | 長澤まどか | 井上友利恵 | 小林海青   | 川島はるな | 南野亜里沙 | 田中陽子   |
| 2014    | 古市美里   | サポーターズ ナンバー | 河原﨑希 | 金井奈苗 | 長澤まどか | 井上友利恵 | 齋藤春菜   | 金城愛理   | 南野亜里沙 | -          |
| 2013    | 古市美里   | サポーターズ ナンバー | 河原﨑希 | 金井奈苗 | 長澤まどか | 井上友利恵 | 齋藤春菜   | 金城愛理   | -          | -          |
| 2012    | 古市美里   | サポーターズ ナンバー | 河原﨑希 | 金井奈苗 | 長澤まどか | 井上友利恵 | 齋藤春菜   | -          | -          | -          |
|         | 11         | 12                    | 13       | 14       | 15         | 16         | 17         | 18         | 19         | 20         |

### 21-30
|         | 21         | 22         | 23               | 24         | 25         | 26         | 27                 | 28               | 29         | 30       |
| 2025/26 | 風間優華   | 白井ひめ乃 | 三谷碧葉         | -          | 木竜有姫   | 笹井優愛   | -                  | 加藤真実         | 祐村ひかる | -        |
| 2024-25 | 長嶋洸     | 常田菜那   | 藤原加奈         | 小高夢     | 木竜有姫   | 笹井優愛   | 築地育             | 加藤真実         | 明詩音梨   | 岩崎有波 |
| 2023-24 | -          | 常田菜那   | 藤原加奈         | 小高夢     | 木竜有姫   | 柴田瞳     | 中嶋琉七           | 南里杏           | 片山由菜   | 大竹麻友 |
| 2022-23 | 下山莉子   | 伊藤珠梨   | 浜田遥           | 西郡茉優   | 牛久保鈴子 | 出耒村亜美 | 藤原加奈           | 笹井一愛         | 齋藤花菜   | 浜田芽来 |
| 2021-22 | 下山莉子   | 伊藤珠梨   | 中山未咲         | 西郡茉優   | 牛久保鈴子 | 出耒村亜美 | ケーニヒ・シンディ | サンデイ・ロペス | 齋藤花菜   | -        |
| 2020    | 森田有加里 | 工藤真子   | 大隅沙耶         | 中野真奈美 | 西郡茉優   | 石田千尋   | 福住青空           | -                | -          | -        |
| 2019    | 森田有加里 | 大野忍     | 大隅沙耶         | 池上菜央   | 田中里穂   | 石田千尋   | -                  | -                | -          | -        |
| 2018    | 久野吹雪   | 大野忍     | -                | 池上菜央   | 田中里穂   | -          | -                  | -                | -          | -        |
| 2017    | 田尻有美   | 甲斐そらみ | ミッシェル・パオ | 池上菜央   | 田中里穂   | 廣澤真穂   | -                  | -                | -          | -        |
| 2016    | 田尻有美   | 甲斐そらみ | ミッシェル・パオ | -          | -          | -          | -                  | -                | -          | -        |
| 2015    | 小林詩織   | 權野貴子   | 工藤麻未         | 平野優花   | -          | -          | -                  | -                | -          | -        |
| 2014    | 小林詩織   | -          | -                | -          | -          | -          | -                  | -                | -          | -        |
| 2013    | 小林詩織   | -          | -                | -          | -          | -          | -                  | -                | -          | -        |
| 2012    | -          | -          | -                | -          | -          | -          | -                  | -                | -          | -        |
|         | 21         | 22         | 23               | 24         | 25         | 26         | 27                 | 28               | 29         | 30       |

### 31-
|         | 31                | 32       | 33       | 34       | 41       |
| 2025/26 | 池田桃花          | 清水和楽 | -        | -        | -        |
| 2024-25 | 池田桃花 澁谷栞奈 | 鈴木紗理 | -        | -        | -        |
| 2023-24 | 岩崎有波          | 嶋田華   | 根府桃子 | 笹井優愛 | 澁谷栞奈 |
| 2022-23 | 岩崎有波          | -        | -        | -        | 遠藤有紗 |
| 2021-22 | 根本望央          | -        | -        | -        | -        |
| 2020    | -                 | -        | -        | -        | -        |
| 2019    | -                 | -        | -        | -        | -        |
| 2018    | -                 | -        | -        | -        | -        |
| 2017    | -                 | -        | -        | -        | -        |
| 2016    | -                 | -        | -        | -        | -        |
| 2015    | -                 | -        | -        | -        | -        |
| 2014    | -                 | -        | -        | -        | -        |
| 2013    | -                 | -        | -        | -        | -        |
| 2012    | -                 | -        | -        | -        | -        |
|         | 31                | 32       | 33       | 34       | 41       |

## ユニフォーム

### クラブカラー
- 赤、    青[1]

### ユニフォームスポンサー
| 掲出箇所   | スポンサー名 | 表記                        | 備考     | 備考                                                         |
| 胸         | テレビ神奈川 | tvk                         | 2012年 - |                                                              |
| 鎖骨       | なし         | -                           | -        |                                                              |
| 背中上部   | ノジマ       | nojima                      | 2024年 - |                                                              |
| 背中下部   | ニフティ     | @nifty                      | 2018年 - |                                                              |
| 袖         | エポスカード | EPOS                        | 2016年 - | 2012年 - 2015年は背中上部 2012年 - 2020年は「EPOS CARD」表記 |
| パンツ前面 | エレコム     | ELECOM LIFESTYLE INNOVATION | 2016年 - |                                                              |
| パンツ背面 | なし         | -                           | -        |                                                              |

### ユニフォームサプライヤー
- 2012年 - 2020年: ミズノ
- 2021-22シーズン - : X-girl[22]

### 歴代ユニフォームスポンサー年表
| 年度    | 胸  | 鎖骨左 | 鎖骨右 | 背中上部                  | 背中下部 | 袖                      | パンツ前面                  | パンツ背面 | サプライヤー |
| 2012    | tvk | 解禁前 | 解禁前 | EPOS CARD                 | 解禁前   | 神奈川 THE 新KANAGAWA聞 | -                           | 解禁前     | Mizuno       |
| 2013    | tvk | 解禁前 | 解禁前 | EPOS CARD                 | 解禁前   | 神奈川 THE 新KANAGAWA聞 | DyDo Blend ダイドーブレンド | 解禁前     | Mizuno       |
| 2014    | tvk | 解禁前 | 解禁前 | EPOS CARD                 | 解禁前   | 神奈川 THE 新KANAGAWA聞 | DyDo Blend ダイドーブレンド | 解禁前     | Mizuno       |
| 2015    | tvk | 解禁前 | 解禁前 | EPOS CARD                 | 解禁前   | 神奈川 THE 新KANAGAWA聞 | DyDo Blend ダイドーブレンド | 解禁前     | Mizuno       |
| 2016    | tvk | 解禁前 | 解禁前 | 大和証券 Daiwa Securities | -        | EPOS CARD               | ELECOM LIFESTYLE INNOVATION | 解禁前     | Mizuno       |
| 2017    | tvk | 解禁前 | 解禁前 | 大和証券 Daiwa Securities | -        | EPOS CARD               | ELECOM LIFESTYLE INNOVATION | 解禁前     | Mizuno       |
| 2018    | tvk | -      | -      | 大和証券 Daiwa Securities | @nifty   | EPOS CARD               | ELECOM LIFESTYLE INNOVATION | 解禁前     | Mizuno       |
| 2019    | tvk | -      | -      | 大和証券 Daiwa Securities | @nifty   | EPOS CARD               | ELECOM LIFESTYLE INNOVATION | 解禁前     | Mizuno       |
| 2020    | tvk | -      | -      | 大和証券 Daiwa Securities | @nifty   | EPOS CARD               | ELECOM LIFESTYLE INNOVATION | 解禁前     | Mizuno       |
| 2021-22 | tvk | -      | -      | 大和証券 Daiwa Securities | @nifty   | EPOS                    | ELECOM LIFESTYLE INNOVATION | -          | X-girl       |
| 2022-23 | tvk | -      | -      | -                         | @nifty   | EPOS                    | ELECOM LIFESTYLE INNOVATION | -          | X-girl       |
| 2023-24 | tvk | -      | -      | -                         | @nifty   | EPOS                    | ELECOM LIFESTYLE INNOVATION | -          | X-girl       |
| 2024-25 | tvk | -      | -      | nojima                    | @nifty   | EPOS                    | ELECOM LIFESTYLE INNOVATION | -          | X-girl       |